# Negara/Beringin
Negara/Beringin is een bestuurslaag in het regentschap Deli Serdang van de provincie Noord-Sumatra, Indonesië. Negara/Beringin telt 2803 inwoners (volkstelling 2010).